# Groß Sankt Florian
Groß Sankt Florian là một đô thị thuộc huyện Deutschlandsberg thuộc bang Steiermark, nước Áo. Đô thị Groß Sankt Florian có diện tích 25,83 km², dân số thời điểm năm 2005 là 2927 người. Thị trấn nằm gần Slovenia và có cự ly khoảng 35 km so với Graz. Thị trấn có nhà thờ thế kỷ 11 và bảo tàng cứu hoả.